# Romanisches Café

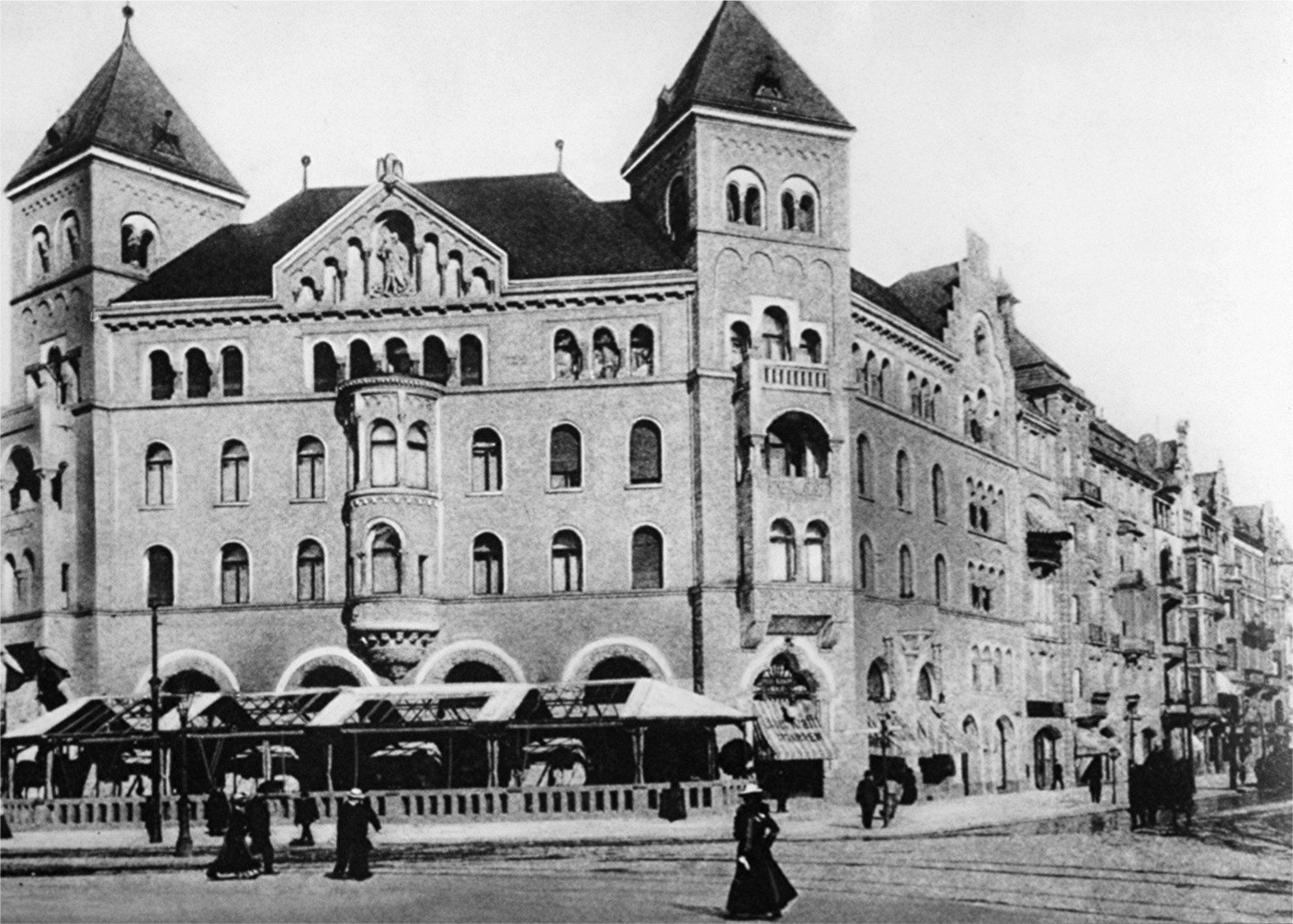
Neues Romanisches Haus, um 1901

Das Romanische Café war ein namhaftes Berliner Künstlerlokal östlich der Kaiser-Wilhelm-Gedächtniskirche im Ortsteil Charlottenburg. Seit 1965 steht an der Stelle am Breitscheidplatz, zwischen Tauentzienstraße und Budapester Straße, das Europa-Center. Auch darin existierte eine Zeitlang ein gastronomischer Betrieb mit dem Namen Romanisches Café.

## Geschichte des Cafés

Hauptraum, später „Bassin für Nichtschwimmer“ genannt, 1908

Im Erdgeschoss des im Jahr 1901 fertiggestellten Neuen Romanischen Hauses befand sich zuerst die Café-Konditorei Kaiserhof, eine Art Filiale des berühmten Hotels Kaiserhof. Bereits das Berliner Adressbuch des Jahres 1902 nennt diesen Gastronomiebetrieb aber Romanisches Café – ein naheliegender Name angesichts der aufwendigen neoromanischen Innenarchitektur der Räume, die auf manche Besucher eher düster und schwer wirkte. Die Speisen galten als „legendär dürftig“, die Einrichtung hingegen als pompös. 1909 übernahm der Gastronom Bruno Fiering das Lokal, bis zur Zerstörung im Jahr 1943 blieb es in Familienbesitz.

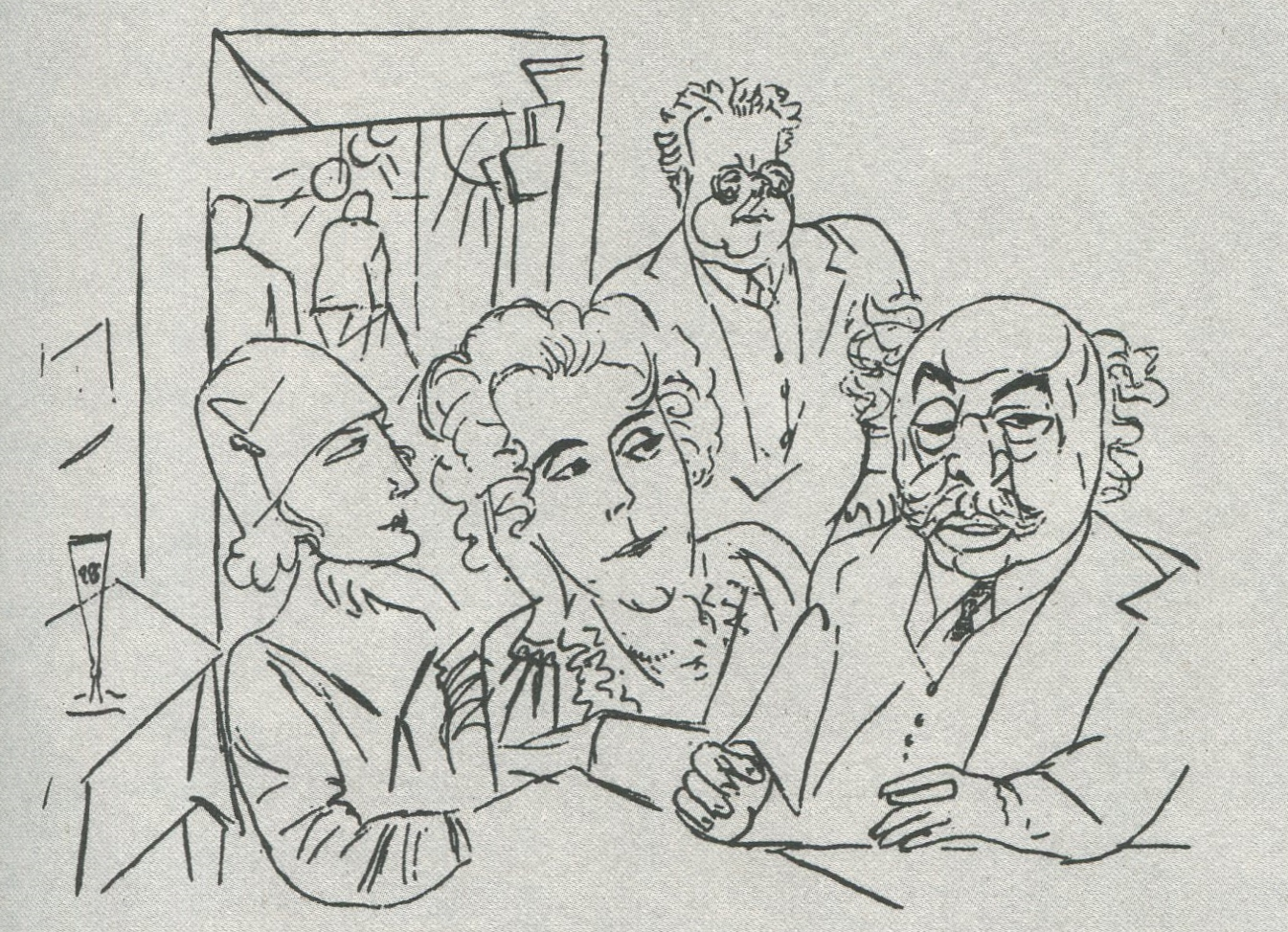
Rudolf Großmann, Milieustudie im Romanischen Café in Berlin, 1927

Nach dem Niedergang des Cafés des Westens am Kurfürstendamm zog das Romanische Café ab 1915 die zuvor dort verkehrenden Intellektuellen und Künstler an: Renommierte Schriftsteller, Maler, Schauspieler, Regisseure, Journalisten, Kritiker. Es wurde zur „literarischen Nachrichtenbörse im Berlin der zwanziger Jahre“: Was am Abend in der Zeitung stand, wurde am Vormittag an seinen Tischen diskutiert. Zugleich war es eine Anlaufstelle für werdende Künstler, die erste Kontakte suchten. Die bereits Erfolgreichen versuchten allzu plumpe Annäherungsversuche abzuwehren. Ihr Revier war das sogenannte „Bassin für Schwimmer“, der Nebenraum mit etwa 20 Tischen. Alle anderen wurden auf den Hauptraum mit etwa 70 Tischen verwiesen, das „Bassin für Nichtschwimmer“, in dem Egon Erwin Kisch residierte, einer der populärsten Stammgäste des Cafés. Die Schachspieler trafen sich traditionell auf der Galerie, auf der Terrasse tummelten sich die „Fremdlinge“.
Stammgäste nannten es in den 1920er Jahren scherzhaft „Rachmonisches Café“. Als gegen Ende der Weimarer Republik die politischen Auseinandersetzungen gewalttätiger wurden, verlor das Romanische Café allmählich seine Rolle als Sammelpunkt. Bereits am 20. März 1927 veranstalteten Nationalsozialisten einen Krawall am Kurfürstendamm, wobei auch das Romanische Café ein Ziel des Vandalismus war. Die „Machtergreifung“ der Nationalsozialisten und die damit verbundene Emigration von vielen, oftmals jüdischen Stammgästen bedeutete das endgültige Aus als Künstlercafé. 1933 nahm die uniformierte Gestapo an einem eigenen Tisch Platz.
Im Jahr 1943 wurde das Gebäude bei einem alliierten Luftangriff stark beschädigt und die Ruine in den 1950er Jahren abgerissen.

## Zeitgenössische Rezeption

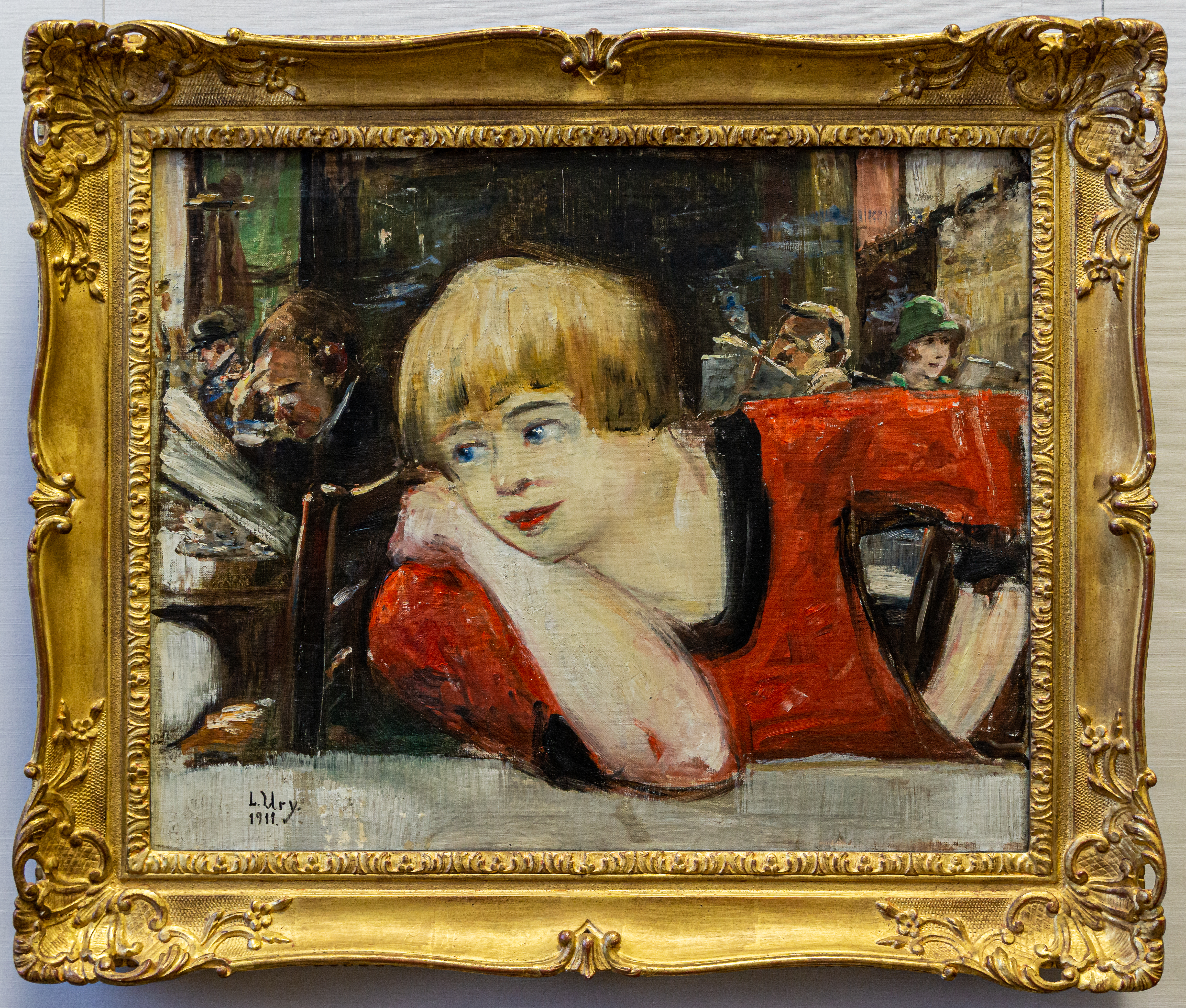
Lesser Ury, Mädchen im Romanischen Café, 1911, Alte Nationalgalerie, Berlin

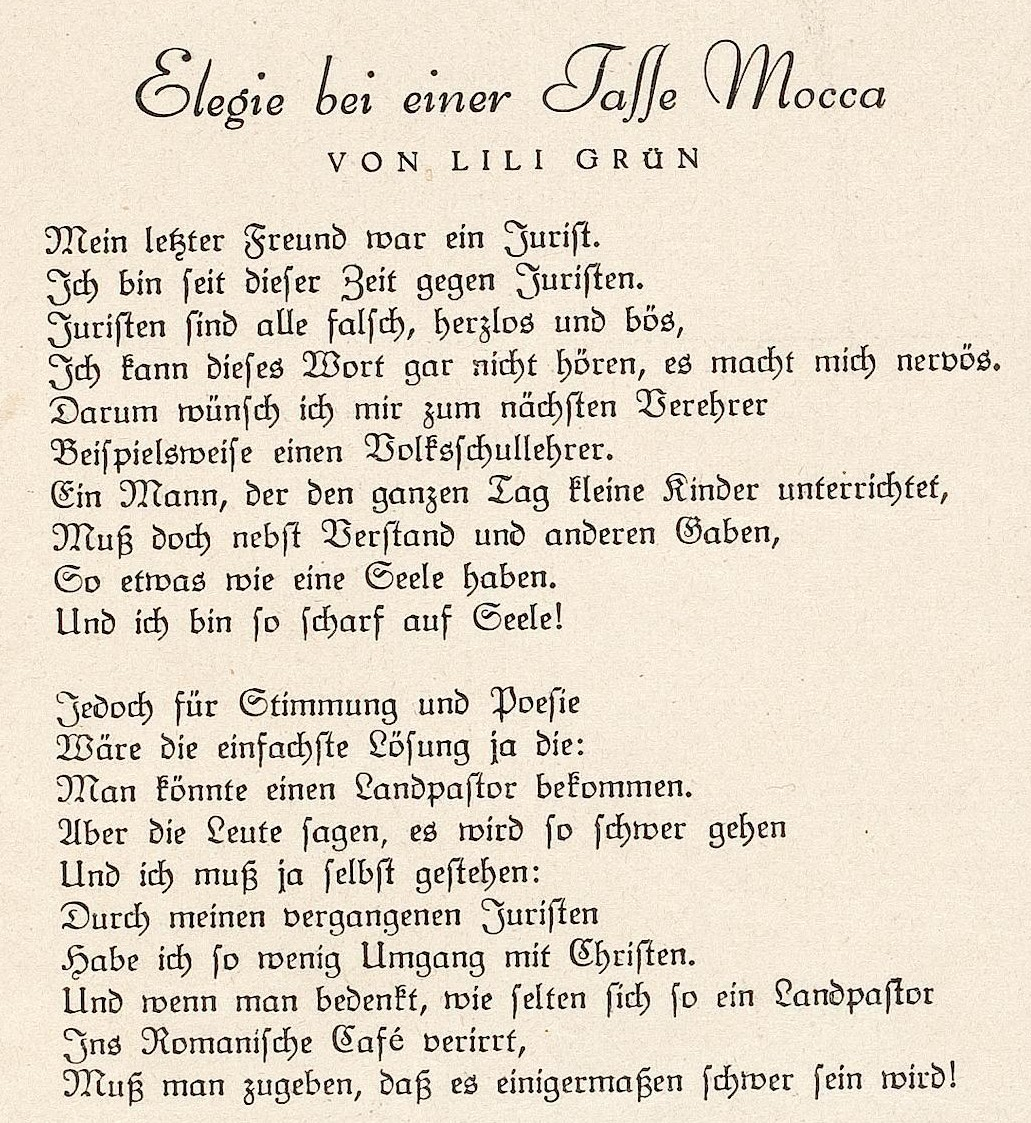
Lili Grün in Jugend, 1930

Günter Birkenfeld taufte das Romanische Café Wartesaal des Genius.
Erich Kästner merkte 1928 an:

„Wie eine Welle der Bewunderung geht es durch den Raum, wenn ihn ein Glücklicher betritt. Und wen er begrüßt, der fühlt sich geweiht […]“

Der Journalist Pem skizzierte in Die Bleibe 1926 die Gäste:

„Die nimmermüde Drehtüre an der Kaiser-Wilhelm-Gedächtniskirche steht nie still und wirft immer wieder Gäste von der lärmenden Straße in das stille musiklose Café.
Hier hocken sie an den kleinen, runden Marmortischen, lesen unzählige Zeitungen und diskutieren von La-ot-se übers moderne Theater bis zur neuesten Verkehrsverordnung, treten den weichlichen Literatenklatsch breit und kommen sich trotz Sorgen doch als etwas Besonderes vor. […] Die vielen Namenlosen, aus denen hin und wieder ein guter Kopf eine Zukunft verspricht, sitzen hier; aber auch die Stars sind der Stätte ihres vorberühmtlichen Lebens treu geblieben. Und alles kennt sich, wenn auch manchmal nur vom Wegsehen.“

Der Publizist Walther Kiaulehn äußerte sich später zwiespältig:

„Das ‚Romanische‘ war lieblos und ohne jede Stimmung, ein besonders mißglückter Bau aus der wilhelminischen Zeit, nur groß, zwei Riesenräume, davon einer mit Rang, taghell beleuchtet bis zum Morgen, doch immer knackvoll. Schön war nur die Terrasse und besonders am frühen Vormittag, wenn die Literatur noch schlief. Die Tradition des ‚Romanischen‘, über fünfzig Jahre alt, wurzelte im alten ‚Café des Westens‘ am Kurfürstendamm, von den Bürgern ‚Café Größenwahn‘ genannt. Der Besitzer hatte eines Tages den Spottnamen satt und kündigte Malern und Schriftstellern ihr Stammquartier, und so zogen sie ins ‚Romanische‘ um, in das bis dahin überhaupt kein Mensch gegangen war. Sie […] ernannten den vorderen Raum zum ‚Nichtschwimmerbassin‘, das auch von gewöhnlichem Publikum benutzt werden durfte […]“

Der Journalist Karlernst Werle reimte:

„Stätte überhitzten Denkens
Geistbeschwerter Rendezvous’
Café mystischen Versenkens
Wiege schillernder Lulus.“

Wolfgang Koeppen über den Niedergang des Cafés nach 1933:

„[…] wir sahen die Terrasse und das Kaffeehaus wegwehen, verschwinden mit seiner Geistesfracht, sich in nichts auflösen […] und die Gäste des Cafés zerstreuten sich in alle Welt oder wurden gefangen oder wurden getötet oder brachten sich um oder duckten sich und saßen noch im Café bei mäßiger Lektüre und schämten sich der geduldeten Presse und des großen Verrates […]“

Mascha Kaléko schrieb über das Romanische Café das Gedicht Auf einen Café-Tisch gekritzelt:
Ich bin das lange Warten nicht gewohnt,

Ich habe immer andre warten lassen.

Nun hock ich zwischen leeren Kaffeetassen

Und frage mich, ob sich dies alles lohnt.

Es ist so anders als in früheren Tagen.

Wir spüren beide stumm: das ist der Rest.

Frag doch nicht so. – Es lässt sich vieles sagen,

Was sich im Grunde doch nicht sagen lässt.

Halbeins. So spät! Die Gäste sind zu zählen.

Ich packe meinen Optimismus ein.

In dieser Stadt mit vier Millionen Seelen

Scheint eine Seele ziemlich rar zu sein.
Im Jahr 1927 feierte Friedrich Hollaenders Kabarettrevue Bei uns um die Gedächtniskirche rum Premiere. Das Romanische Café war einer der Schauplätze. Willi Schaeffers sang als Romanischer Kellner das Titellied. Anni Mewes sang das Chanson eines verlumpten Mädchens: Zwei dunkle Augen, Zwei Eier im Glas.
1932 komponierte der gerade 23-jährige Siegfried Sonnenschein den Schlager Auf der Terrasse vom Romanischen Café.

## Stammgäste (Auswahl)

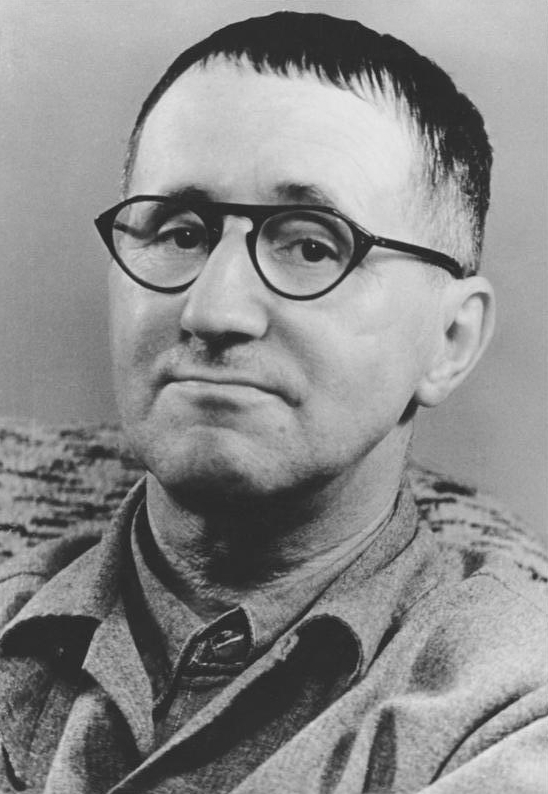
Bertolt Brecht
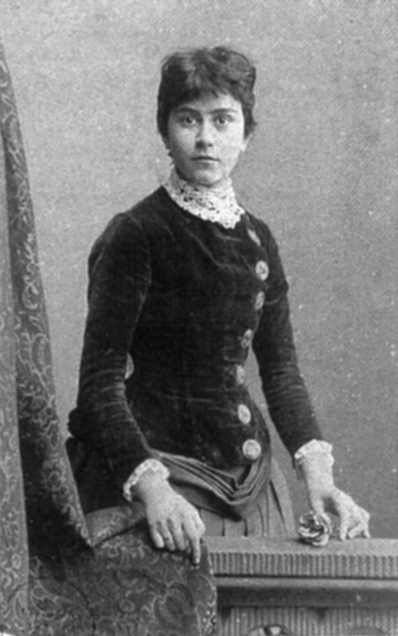
Else Lasker-Schüler
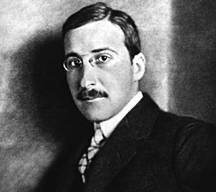
Stefan Zweig
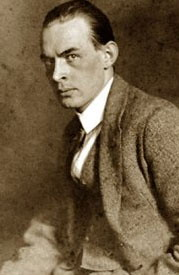
Erich Maria Remarque

- Walter Benjamin
- Gottfried Benn
- Josef Block
- Bertolt Brecht
- Arnolt Bronnen
- Heinz Buchholz
- Bruno Cassirer
- Géza von Cziffra
- Otto Dix
- Alfred Döblin
- Hanns Eisler
- Alfred Flechtheim
- Herbert Fritsche
- Gusto Gräser
- George Grosz
- Sylvia von Harden
- Max Herrmann-Neiße
- Friedrich Hollaender
- John Höxter
- Mascha Kaléko
- Erich Kästner
- Irmgard Keun
- Egon Erwin Kisch
- Arthur Kronfeld
- Anton Kuh
- Ruth Landshoff
- Else Lasker-Schüler
- Hugo Lederer
- Max Liebermann
- Iwar von Lücken
- Paul Morgan
- Pem
- Franz Pfemfert
- Erich Maria Remarque
- Joachim Ringelnatz
- Roda-Roda
- Christian Schad
- Moriz Seeler
- Renée Sintenis
- Max Slevogt
- Rudolf Steiner
- Abraham Nochem Stenzel
- Erika von Thellmann
- Ernst Toller
- Heinz Ullstein
- Konrad Wachsmann
- Franz Werfel
- Billy Wilder
- Georg Zivier
- Stefan Zweig

## Nachleben in der Kunst
Von Gerhard Haase-Hindenberg stammt Romanisches Café. Eine Theaterrevue, Uraufführung 1990, Freie Volksbühne Berlin / Maxim-Gorki-Theater, Berlin.
Tom Peuckert schrieb das Schauspiel Artaud erinnert sich an Hitler und das Romanische Café, Uraufführung 2000 im Berliner Ensemble. Das Monolog-Drama lässt den französischen Schauspieler und Dramatiker Antonin Artaud im Wahnsinn darüber phantasieren, 1932 mit Adolf Hitler im Romanischen Café zusammengetroffen zu sein.

## Romanische Cafés Nr. 2 und 3
Im 1965 eröffneten Europa-Center befand sich an gleicher Stelle in den 1970er Jahren ein neues Romanisches Café. Seit 2012 befand sich auf der Westseite der Kaiser-Wilhelm-Gedächtniskirche, Hardenbergstraße 28, ein Café, dessen Name ebenfalls an die Tradition des ursprünglichen Romanischen Cafés anknüpfen sollte. Es gehörte zum neu errichteten Hotel Waldorf Astoria im Zoofenster. Mittlerweile (Stand: Juni 2016) wurde das Konzept mehrfach überarbeitet und das Lokal unter dem Namen Roca wiedereröffnet.

## Ausstellung

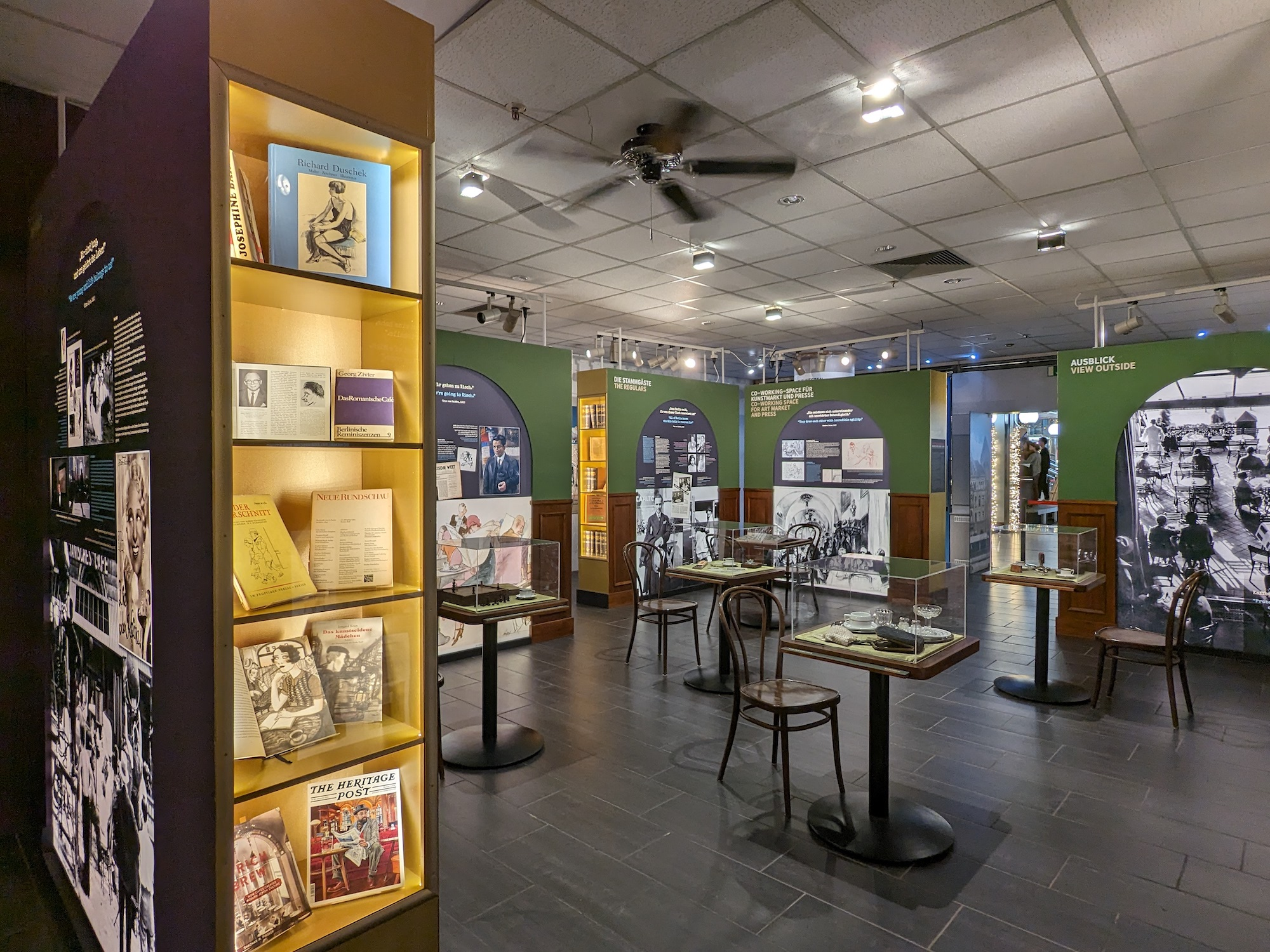
Ausstellungsraum Das romanische Café, Berlin 2024

Am 5. Januar 2024 eröffnete im Europa-Center die Ausstellung Das Romanische Café im Berlin der 1920er-Jahre, gefördert von der Bundeszentrale für politische Bildung aus Mitteln des Deutschen Bundestages. Sie rekonstruiert das Innenleben des Cafés, die Baugeschichte des Romanischen Hauses II und das stadträumliche Umfeld um die Gedächtniskirche. Für die Ausstellung entstand ein VR-Modell des Romanischen Cafés.